# چماچار
چماچار، روستایی از توابع بخش شاندرمن شهرستان ماسال در استان گیلان ایران است.

## جمعیت
این روستا در دهستان شیخ‌نشین قرار دارد و براساس سرشماری مرکز آمار ایران درسال۱۳۹۹، جمعیت آن ۷،۹۰۰نفر (۱،۰۰۰خانوار) بوده‌است.